# Central'nyj (Oblast' di Rjazan')
Central'nyj (in russo Центральный?) è un insediamento di tipo urbano della Russia europea centrale, situato nel distretto Miloslavskij dell'oblast' di Rjazan'.
Si trova 20 km a nord-est di Rjazan'.